# Masmovägen

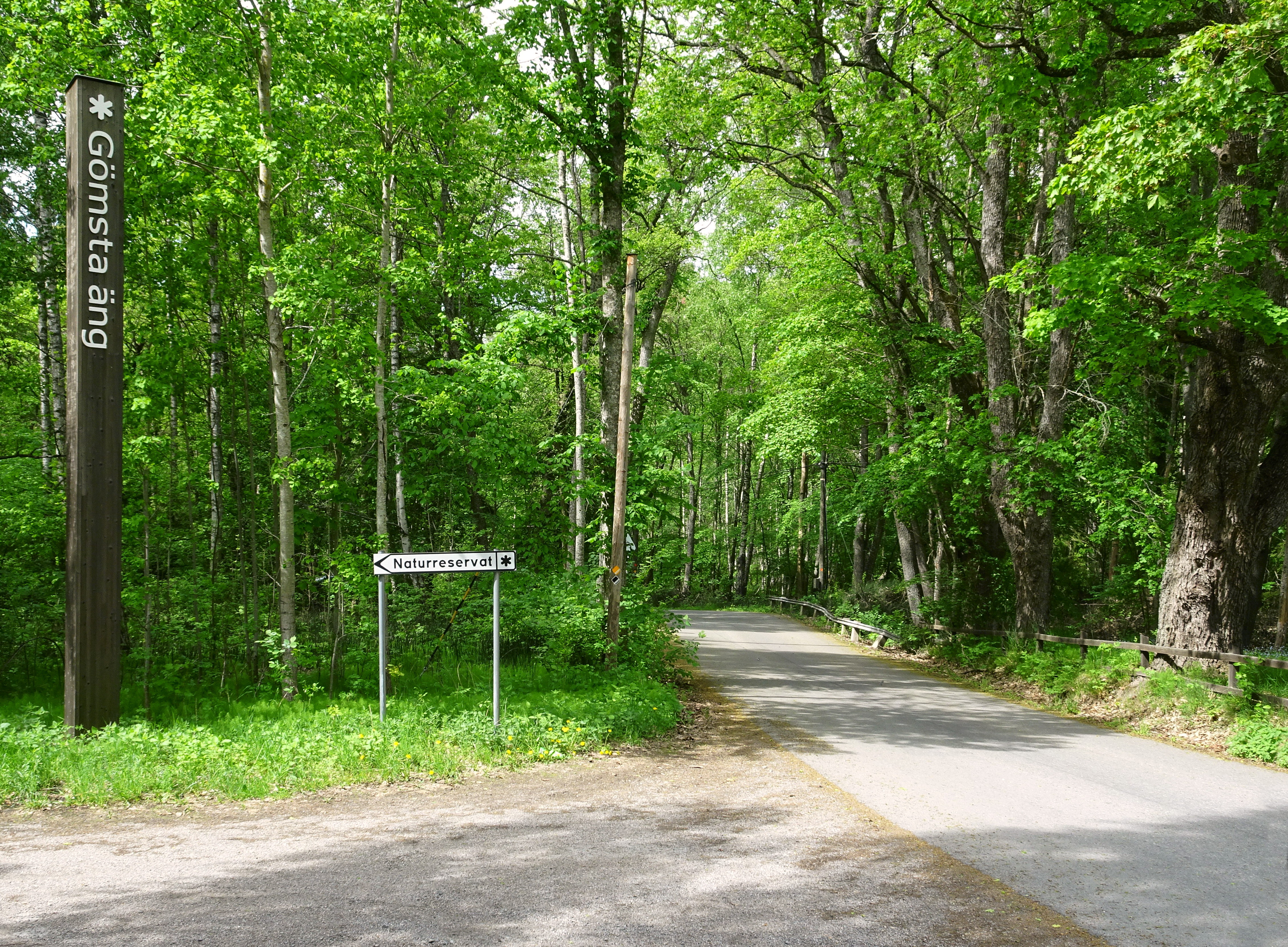
Masmovägen i höjd med entén till Gömsta ängs naturreservat.

Masmovägen är en gata i kommundelen Vårby i Huddinge kommun, Stockholms län.

## Beskrivning
Vägen har sitt namn efter området Masmo som i sin tur är uppkallad efter Masmotorpet. Enligt Jan Paul Strid (Ortnamnen i Huddinge) är förleden "mas" ett så kallat noaord för varg och efterleden "moa" har betydelsen (tät) skog, alltså "skogen där vargen varit synlig".
Masmovägen sträcker sig mellan Vårby allé och före detta Obs! Stormarknad i norr, förbi Albysjön och ansluter till Glömstavägen i söder. Nuvarande Masmovägen är en del av en tidigare huvudvägförbindelse mellan Huddinge kyrka och Fittjanäset och hette då Huddingevägen innan Glömstavägen förlängdes från Glömsta till Haga omkring 1960. På den tiden gick kommungränsen mot Botkyrka kommun parallellt med och söder om Masmovägen. Först 1998 skedde en gränsreglering som gjorde Albysjöns östra strand blev en del av Huddinge kommun.
Från Masmovägen finns en vägförbindelse upp till bostadsområdet Myrstuguberget. I höjd med Masmo villa går Masmovägen över Masmobäcken som mynnar via en djup ravin i Albysjön. Här ligger även stenåldersboplatsen Masmo vars boende tog sitt dricksvatten från bäcken eftersom nuvarande Albysjön då var en saltvattenvik av Östersjön. 1976 hittades här den så kallade Masmogubben av amatörarkeologen och forntidsexperten Sven-Gunnar Broström.

## Byggnader och områden längs vägen
- Hagalunds tvätterimuseum, Masmovägen nr 20-22
- Masmo villa, Masmovägen nr 23
- Dalhyddan, Masmovägen nr 24
- Gömsta ängs naturreservat, entré från Masmovägen nr 34

## Bilder

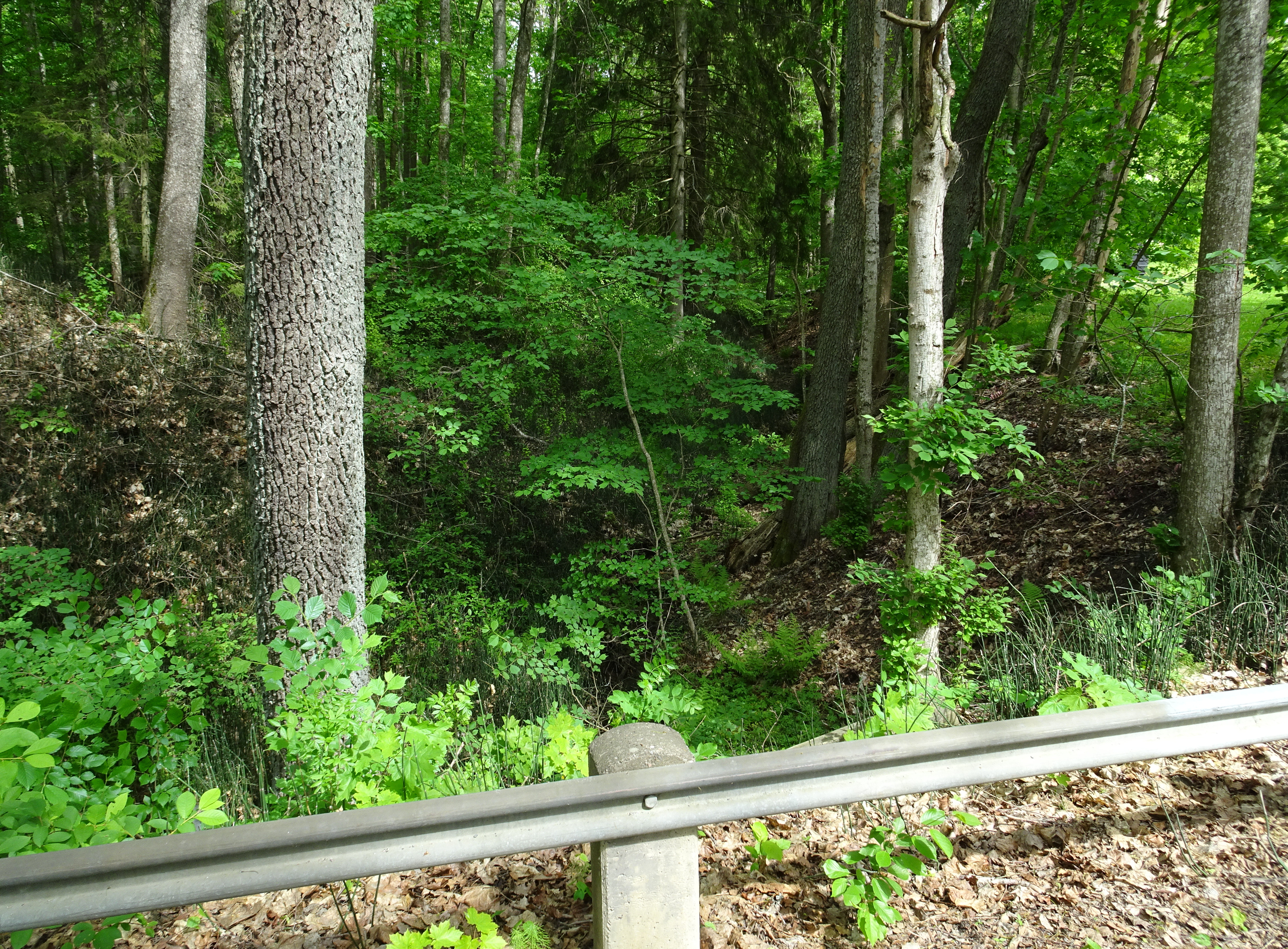
Masmovägen vid Masmobäckens ravin.
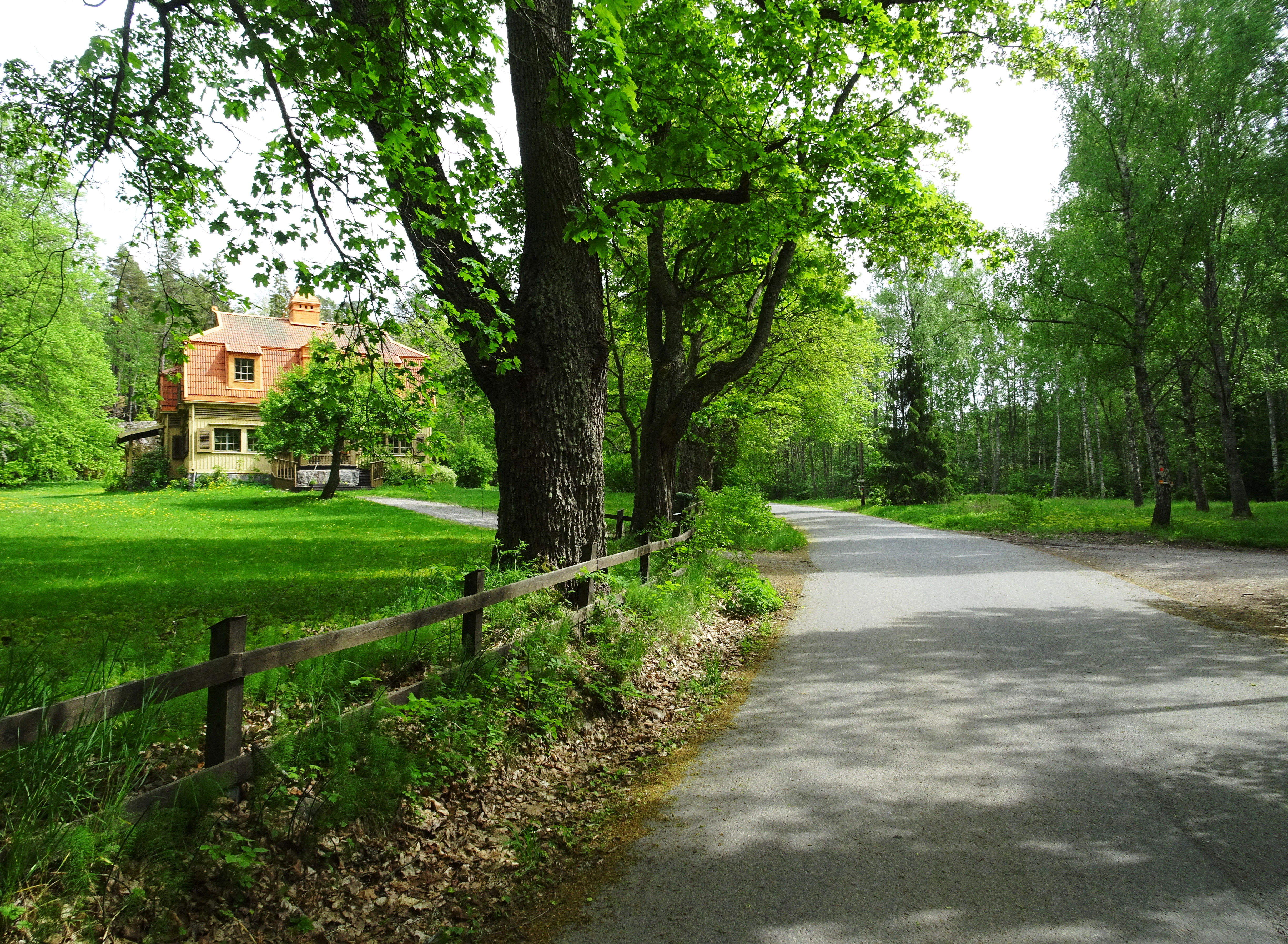
Masmovägen vid Masmo villa.
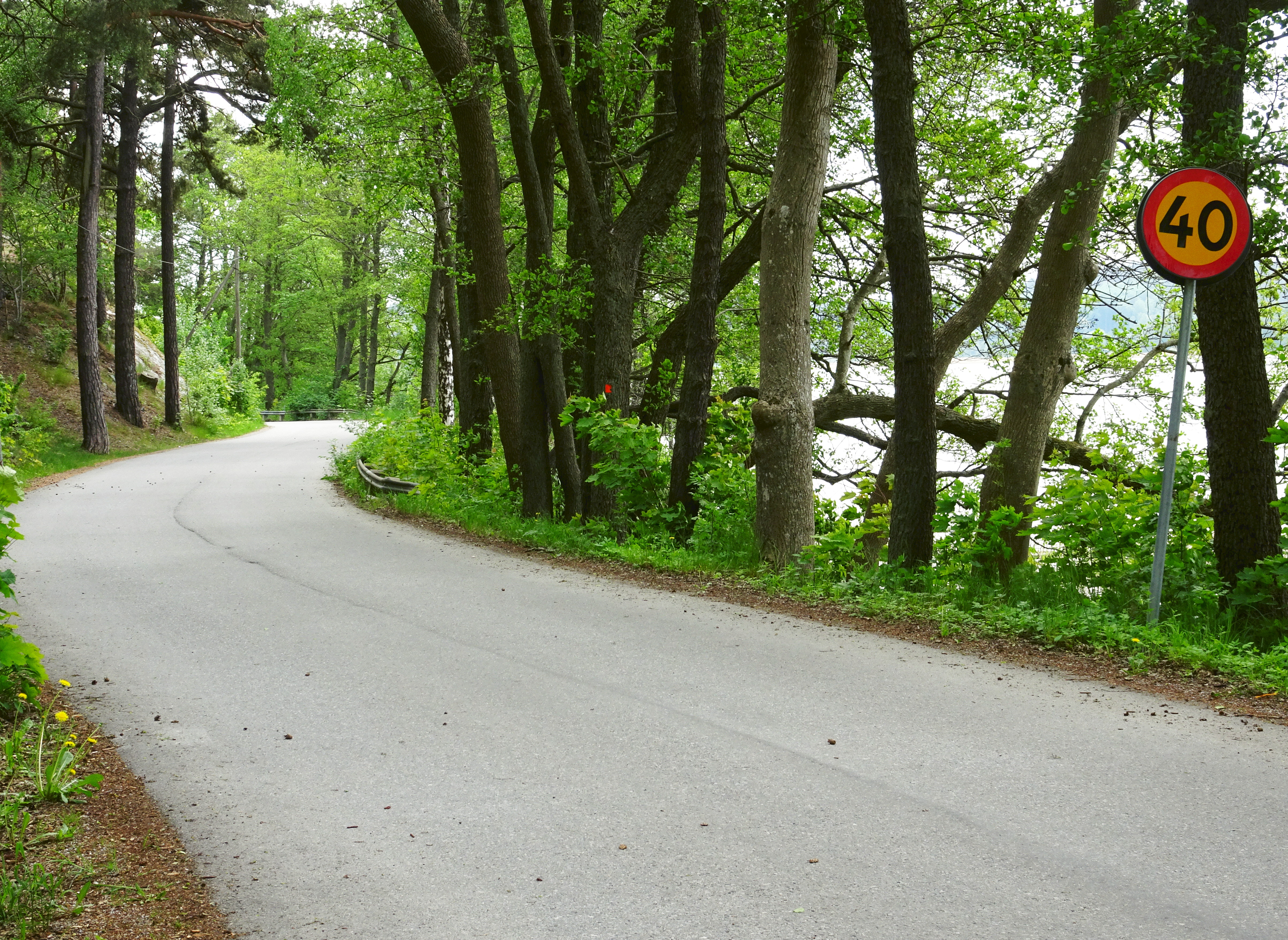
Masmovägen vid Albysjön.
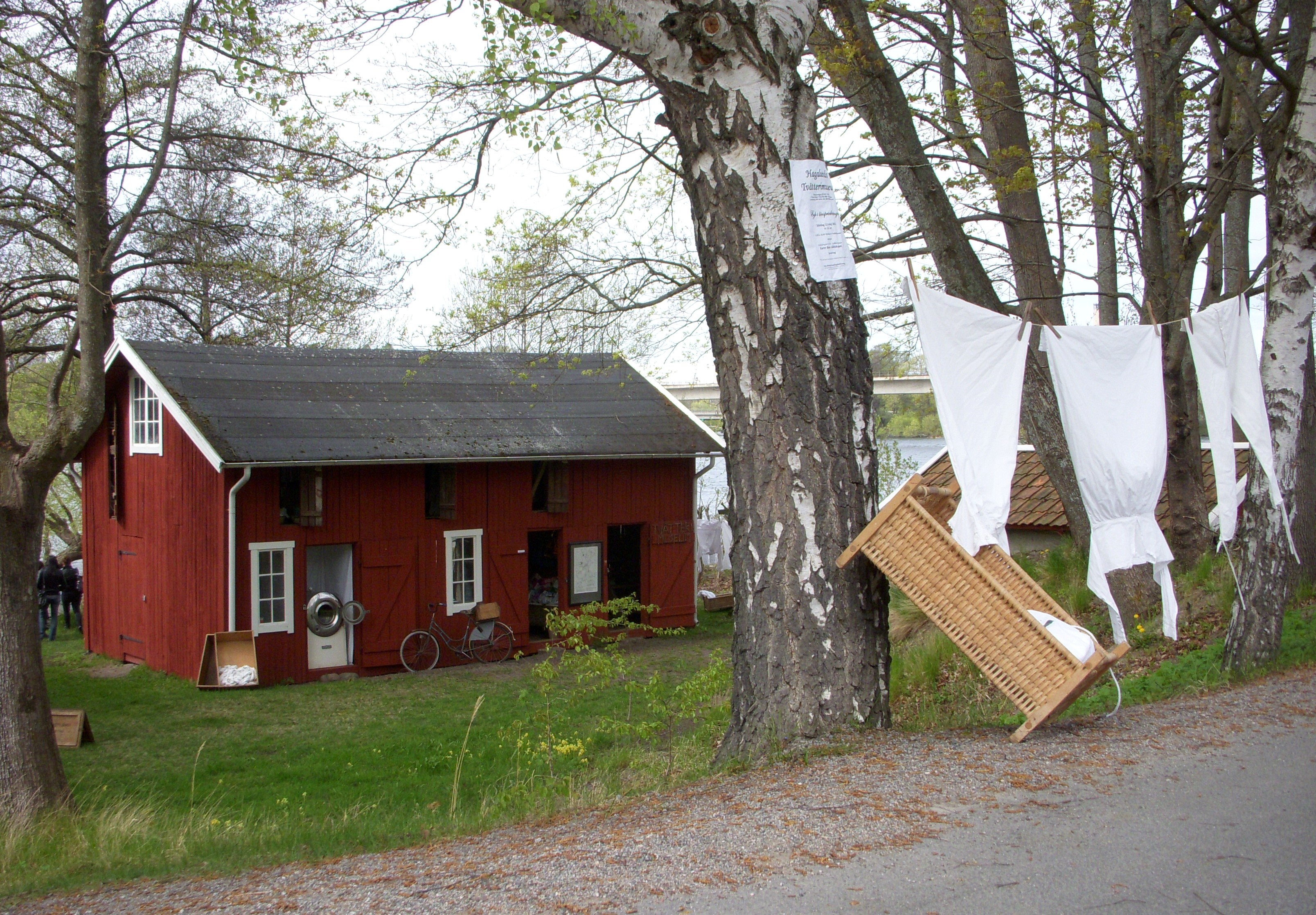
Masmovägen vid Hagalunds tvätterimuseum.